# 팽창 우주론
팽창 우주론은 '우주는 시간이 지나면서 팽창하여 변화한다'는 이론이다.
러시아의 물리학자 프리드만은 우주의 밀도가 시간에 따라 변한다고 생각하고, 이를 바탕으로 아인슈타인의 중력장 방정식에서 우주상수를 빼고 풀었다. 그 결과 우주는 밀도에 따라 팽창할 수도 수축할 수도 있는 등 다양한 답이 있다는 사실을 알게 되었다. 이에 따라 아인슈타인이 주장한 균질하고 정지한 우주라는 전제나 우주상수의 도입은 필요 없게 되었다.

우주의 밀도가 시간에 따라 변한다는 프리드만의 이론에 따르면 우주의 모습은 우주전체 질량에 따라 달라진다. 우주의 전체 질량이 어느 값보다 크다면 현재는 팽창하고 있지만 언젠가는 자체의 중력 때문에 수축하게 된다. 수축이 진행되면 내부의 에너지가 축적되고 밀도가 높아지면서 우주는 다시 팽창하게 되는 과정을 반복한다. 한편, 우주의 전체 질량이 어느 값보다 작다면 우주의 중력은 자체의 팽창을 멈추게 할 수 없어 계속 팽창하게 된다. 그리고 우주의 질량이 어느 일정한 값, 즉 임계값이라면 우주는 일정하게 팽창하게 된다.
이처럼 프리드만은 우주의 질량에 따라 서로 다른 형태로 나타나는 우주 모형을 제시하였다. 이후 허블이 우주가 팽창하고 있음을 밝히면서 아인슈타인은 정적 우주론이 틀린 것을 인정했다.